# Wasserschloss Tüschnitz

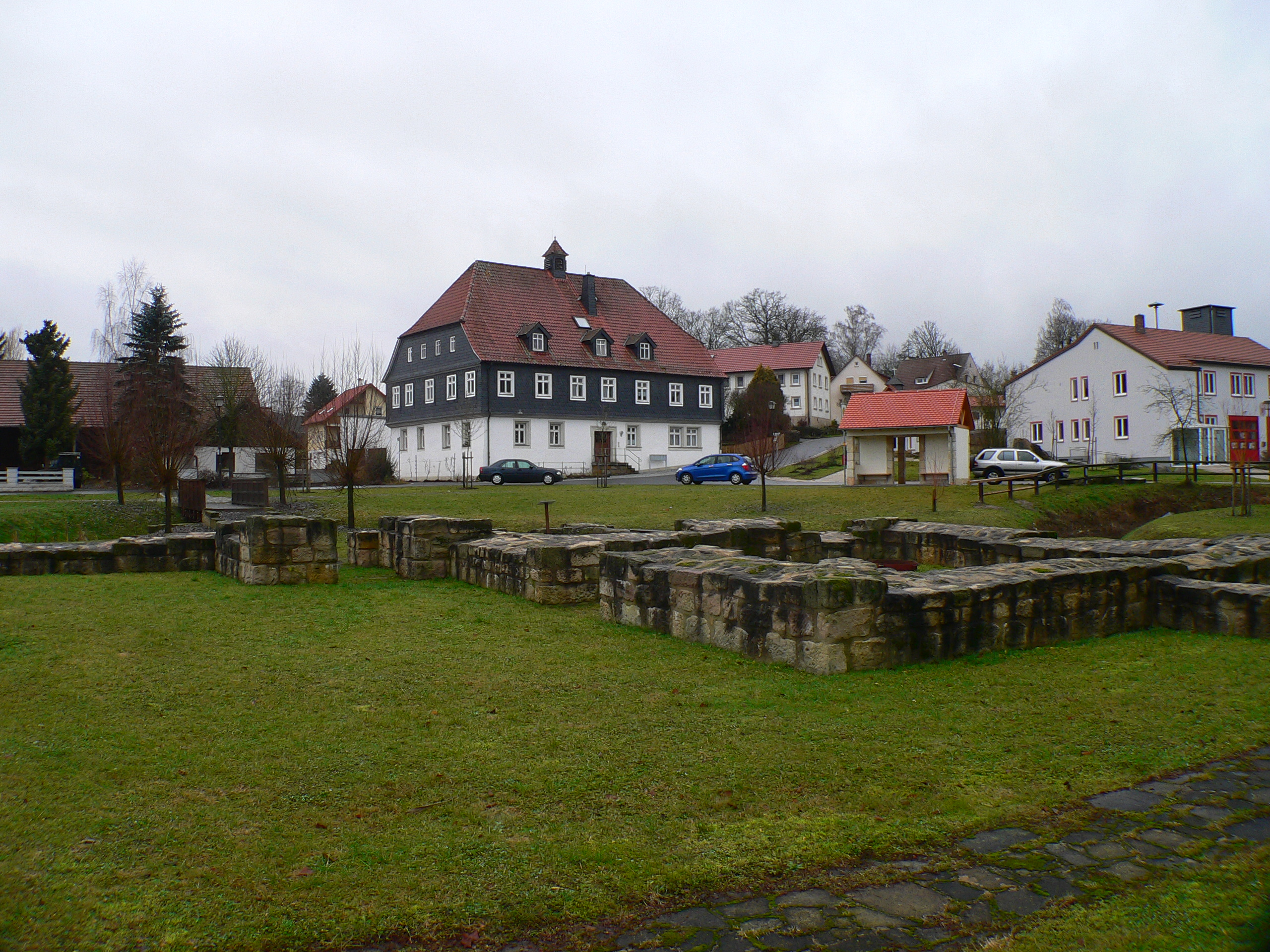
Wasserschloss Tüschnitz

Das Wasserschloss Tüschnitz befand sich von 1288 bis 1632 in der Siedlung Tüschnitz, seit 1971 ein Gemeindeteil des Marktes Küps im oberfränkischen Landkreis Kronach in Bayern.

## Geographische Lage
Tüschnitz liegt mitten in der ausgedehnten Tallandschaft der mittleren Rodach. Die günstige Lage des Ortes an diesem Fluss, der im Mittelalter als Transportweg diente, begründete die Anlage von insgesamt zehn Adelssitzen im Gebiet des Marktes Küps, zu der Tüschnitz seit 1971 gehört. Neun der zehn Anwesen bestehen noch teilweise stark verändert oder als Ruine oder Bodendenkmal.
Das Tüschnitzer Schloss befand sich in der Ortsmitte. Der Straßenname Schloßring bezeichnet den früheren Standort.

## Geschichte
Ein Ritter Boppo von Tuchenze wurde 1288 urkundlich als Besitzer eines befestigten Hofes nördlich des Dorfweihers genannt. In der Mitte des 14. Jahrhunderts war der Hof von den Freiherren von Redwitz zum Wasserschloss ausgebaut.
Durch archäologische Grabungen unter der Leitung des Bayerischen Landesamtes für Denkmalpflege konnten mindestens fünf Bauphasen der Schlossanlage nachgewiesen werden. Als zentrales Bauwerk ist ein Wohnturm aus dem 14. Jahrhundert anzusehen, der einen älteren Mauerzug überlagert. Der Wohnturm hatte eine Grundfläche von 11 × 12 Metern und bestand aus Sandsteinquadern. Die Grabungen förderten noch weitere Fundamente jüngerer Anbauten zu Tage.
Im Bauernkrieg 1525 wurde das Wasserschloss zerstört und erweitert wieder aufgebaut. 1531 gaben Daniel, Christoph, Wolfram und Emmeran von Redwitz ihren Besitz dem Hochstift Bamberg zum Lehen. 1626 gab das Hochstift das Lehen an Veit von Redwitz zurück, der den Besitz umgehend an Hans Heinrich von Künsberg verkaufte, der noch einige Erweiterungen vornahm. Sechs Jahre später wurde das Schloss von versprengten Truppen des Dreißigjährigen Kriegs endgültig zerstört.

## Relikte

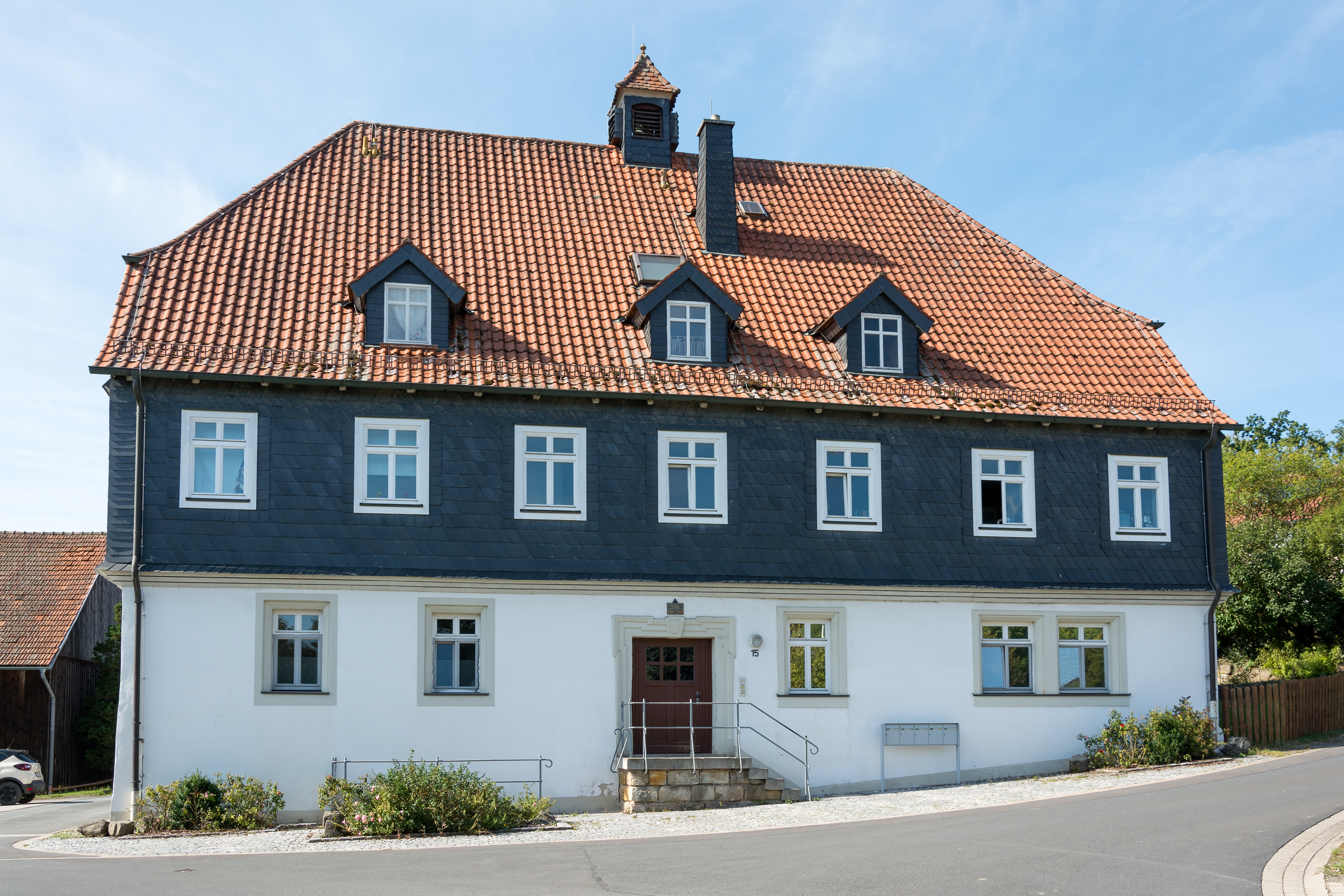
Ökonomiehaus

Erhalten geblieben ist nur ein Gebäude des Gutshofs, das sogenannte Pächter- oder Ökonomiehaus, dessen massive Erdgeschossmauern von einem spätmittelalterlichen Bau stammen. Das vorkragende Fachwerkobergeschoss mit fünf zu sieben Fenstern und einem wuchtig wirkenden Krüppelwalmdach stammt aus dem 18. Jahrhundert.
Das Gelände, auf dem das Wasserschloss stand, wurde seit seiner Zerstörung im Jahre 1632 nicht mehr überbaut. Die Ausgrabungen wurden wieder verfüllt und die Grundmauern in den Konturen erhöht. Sie ragen aus dem Erdreich hervor und stellen ein geschütztes Bodendenkmal dar.